# Phelotrupes amethystinus
Phelotrupes amethystinus är en skalbaggsart som beskrevs av Henri Jekel 1865. Phelotrupes amethystinus ingår i släktet Phelotrupes och familjen tordyvlar. Inga underarter finns listade i Catalogue of Life.